# Ванбру, Джон
Сэр Джон Ва́нбру (англ. Sir John Vanbrugh; 24 января 1664, Лондон — 26 марта 1726, Лондон) — британский драматург и архитектор, один из ведущих мастеров специфичного позднего английского барокко и начала классицизма раннегеоргианского периода культуры Великобритании. В 1714 году король Георг I пожаловал ему рыцарский титул.

## Биография
Джон Ванбру родился в Лондоне, имел фламандские корни, как это следует из имени, сокращённого от фламандского «Ван Брю» (Van Brugh), и его протестантского вероисповедания. Он был четвёртым из девятнадцати детей от двух браков его матери в семье торговца одеждой Жиля Ван Брю.
Ванбру вырос в Честере, куда его семья переехала либо из-за вспышки эпидемии чумы в Лондоне в 1665 году, либо из-за «Великого лондонского пожара» 1666 года. Возможно, учился в Королевской школе в Честере, хотя никаких записей об этом не сохранилось. С молодости интересовался военным делом. В 1686 году Ванбру получил офицерское звание в полку одного из своих дальних родственников, графа Хантингдона. С 1686 года Ванбру активно участвовал в планах по свержению короля Якова II Стюарта посредством вооружённого вторжения Вильгельма III Оранско-Нассауского.
В 1690 году во Франции, при посещении Кале, заподозренный в шпионаже, Джон был арестован французскими властями и следующие четыре с половиной года провёл в тюрьмах, в том числе в парижской Бастилии, прежде чем его обменяли на французского политзаключенного. Опыт заключения, в которое он попал в возрасте 24 лет и вышел на свободу в 29 лет, по-видимому, спровоцировал в нём «неприятие любой политической системы и любовь к комическим драмам и архитектуре Франции». Вернувшись в Англию после двух лет заточения, он продолжал состоять на военной службе до 1698 года. Несколько лет находился в Индии, работая в Ост-Индской торговой компании.
После освобождения из Бастилии в 1692 году Ванбру был вынужден остаться в Париже ещё на три месяца. Эти три месяца дали ему возможность увидеть архитектуру, не имевшую аналогов в Англии. Ванбру вернулся в Англию в 1693 году и принял участие в морском сражении против французов в заливе Камаре в 1694 году. Точная дата, когда он ушёл в отставку с военной службы, чтобы жить в Лондоне в середине 1690-х годов, не известна.
Ванбру принадлежал к партии вигов и был членом клуба партии «Кит-Кэт» (Kit-Cat Club). Его обаятельная личность и умение заводить друзей — черты, приписываемые ему многими современниками, — сделали его одним из самых популярных членов этого клуба, который служил местом встреч политически и культурно активных вигов. В его состав входили многие художники и писатели, такие как Годфрид Кнеллер, Джозеф Аддисон, Уильям Конгрив, влиятельные аристократы: герцоги Сомерсет, Графтон, и политики, такие как Джон Черчилль, 1-й герцог Мальборо, Чарльз Сеймур, 6-й герцог Сомерсет, Томас Пелхэм-Холлес, 1-й герцог Ньюкасл-апон-Тайн и сэр Роберт Уолпол.
В 1703 году Джон Ванбру приобрёл участок земли и заказал строительство нового театра по собственному проекту на Хеймаркет («Сенном рынке») в Вест-Энд)е в Лондоне. «Театр Королевы на Хеймаркете» (The Queen’s Theatre in the Haymarket), открылся в 1705 году. Он должен был служить площадкой для группы актёров под руководством Томаса Беттертона и давать лондонской театральной сцене больше возможностей для развития. Ванбру приобрел актёрскую труппу, надеясь заработать на театре. Однако это обязывало его платить зарплату актёрам и непосредственно руководить театром. Но у Ванбру не было для этого ни необходимого опыта, ни достаточного времени, тем более что с 1705 года он отвечал за строительство Бленхеймского дворца, родового имения герцогов Мальборо. Ванбру оставил театр в 1708 году с большими финансовыми потерями.
В 1719 году 55-летний Ванбру женился на 26-летней Генриетте Марии Ярборо. Несмотря на значительную разницу в возрасте, брак, в котором родилось двое сыновей, вероятно, был счастливым. В отличие от развратников и негодяев из его пьес, в личной жизни Ванбру не было скандалов. Однако большую часть своей супружеской жизни он провел в Блэкхите, который тогда ещё не считался частью Лондона, и жил там в доме, который построил сам в 1717 году на холме Мейз, ныне известном как замок Ванбру. Этот дом с башней напоминает шотландский замок и кажется укреплённым. В некотором смысле Ванбру предвосхитил в этой постройке романтический дух движения «Готического возрождения» в Англии. В 1714 году Ванбру был посвящен в рыцари королем Георгом I как рыцарь-бакалавр (Knight Bachelor). В 1726 году он умер в своем лондонском городском доме.

## Драматургия
Ванбру был во многих смыслах радикалом на протяжении всей жизни. За свою карьеру драматурга он оскорбил многих представителей высшего общества не только сексуальной откровенностью своих пьес, но и посланиями в защиту прав женщин в браке. Своими откровенными постановками он нарушал нормы поведения английского общества XVIII века. Он неоднократно подвергался нападкам и был главной целью едкой сатиры театрального критика Джереми Коллиера в его «Кратком обзоре безнравственности и нечестивости английской сцены» (Short View of the Immorality and Profaneness of the English Stage).
Популярность пьес Ванбру возмушала пуританские слои общества, которые поносили его произведения за непристойность. Тем не менее автор продолжал сочинять и «перелицовывать французские фарсы» до сорокалетнего возраста, когда в нём неожиданно проснулась страсть к архитектуре. Во время французского ареста Ванбру освоил принципы Мольеровой комедии и даже набросал собственную. В 1695 году в Лондоне была поставлена его дебютная комедия нравов «Неисправимый, или Добродетель в опасности». Она была принята публикой с восторгом и долгое время не сходила со сцены. Подобный же триумф ожидал и вторую пьесу Ванбру, «Оскорблённая жена» (1697).

## Архитектура

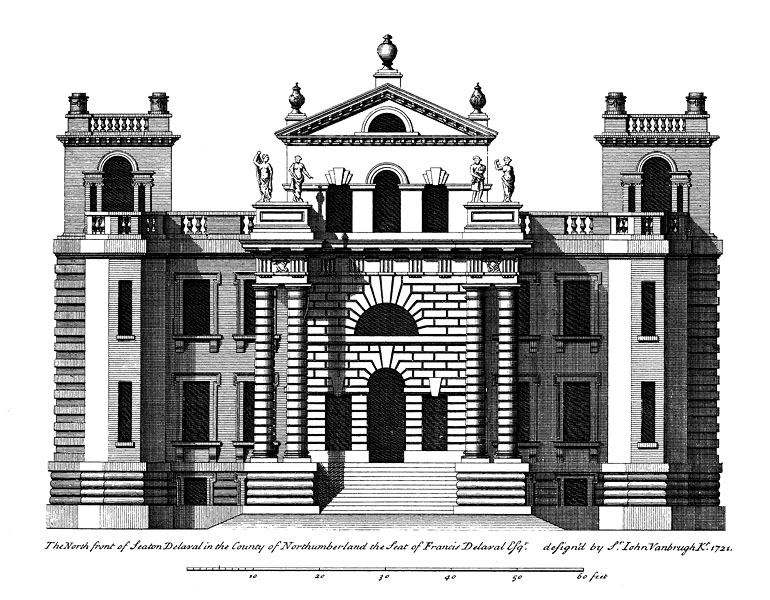
Ситон Делавал-холл. Проект. 1718

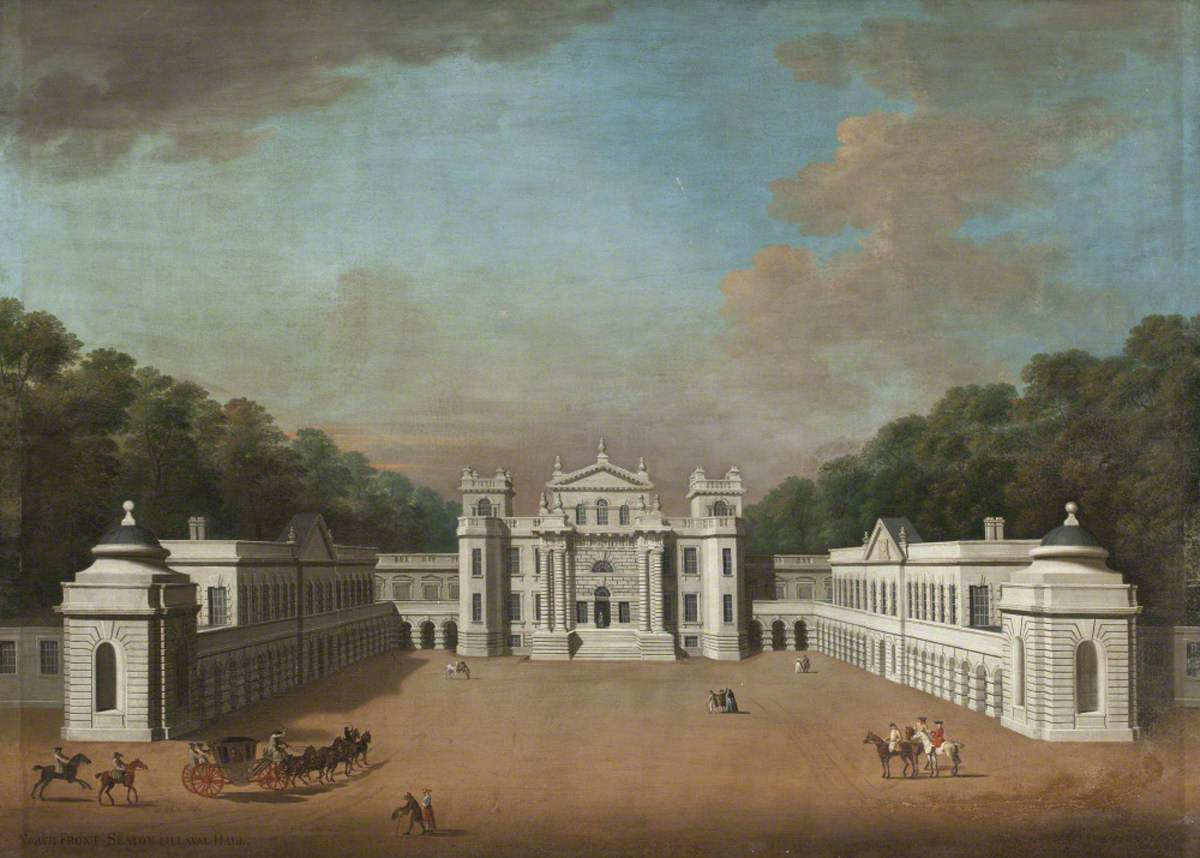
A. Понд. Ситон Делавал-холл. Северный фасад. 1745. Холст, масло. Национальный фонд Великобритании

Джон Ванбру не получил академического и даже формального архитектурного образования. Однако его неопытность компенсировалась чувством стиля и детали, а также тесным сотрудничеством с архитектором Николасом Хоксмуром. Бывший соратник сэра Кристофера Рена, он был ближайшим сотрудником Ванбру в его самых амбициозных проектах, в первую очередь при строительстве замка Ховард (1699—1712) и дворца Бленхейм (1705—1724), родового имения герцогов Мальборо.
Уже в этих ранних работах очевиден глубокий интерес Ванбру к континентальному стилю барокко, с его нарочито театральными эффектами и условностями. Этот стиль не прижился в чопорной Англии, и произведения Ванбру, в сущности, являются его единственными проявлениями к северу от Ла-Манша. Безграничную фантазию Ванбру и его пристрастие к драматическим эффектам в архитектурных проектах Хоксмур систематизировал, ограничивал и вводил в практические рамки «раннегеоргианского стиля». Ванбру и Хоксмур составили едва ли не самую известную пару в истории архитектуры.
Своим назначением на должность контролера Королевских построек в 1702 году Джон Ванбру был обязан своим связям с Чарльзом Ховардом, графом Карлайлом. В 1703 году ему также было поручено наблюдать за ходом строительства Морского Госпиталя в Гринвиче. Ссора с супругой герцога вынудила Ванбру искать других заказов. Лорд Карлайл порекомендовал его королеве Анне, которая не замедлила принять Ванбру на службу и поручить ему строительство оперного театра на Сенном рынке в Лондоне. Этот театр существует до сих пор, но числится среди неудач Ванбру, главным образом, из-за своей слабой акустики.
После смерти Хоксмура в 1736 году Ванбру продолжал проектировать в одиночку, причём его замыслы становились со временем всё более лаконичными и классицистичными. Поэтому многие небольшие, но хорошо заметные пристройки Ванбру рассматриваются в истории английской архитектуры как концептуальное продолжение первоначальных планов и намерений Кристофера Рена и так называемого «реновского классицизма». Его последним шедевром считается усадьба Ситон Делавал в Нортумберленде — небольшой дом, производящий впечатление дворца удачным расположением масс и величественными пропорциями.

## Галерея

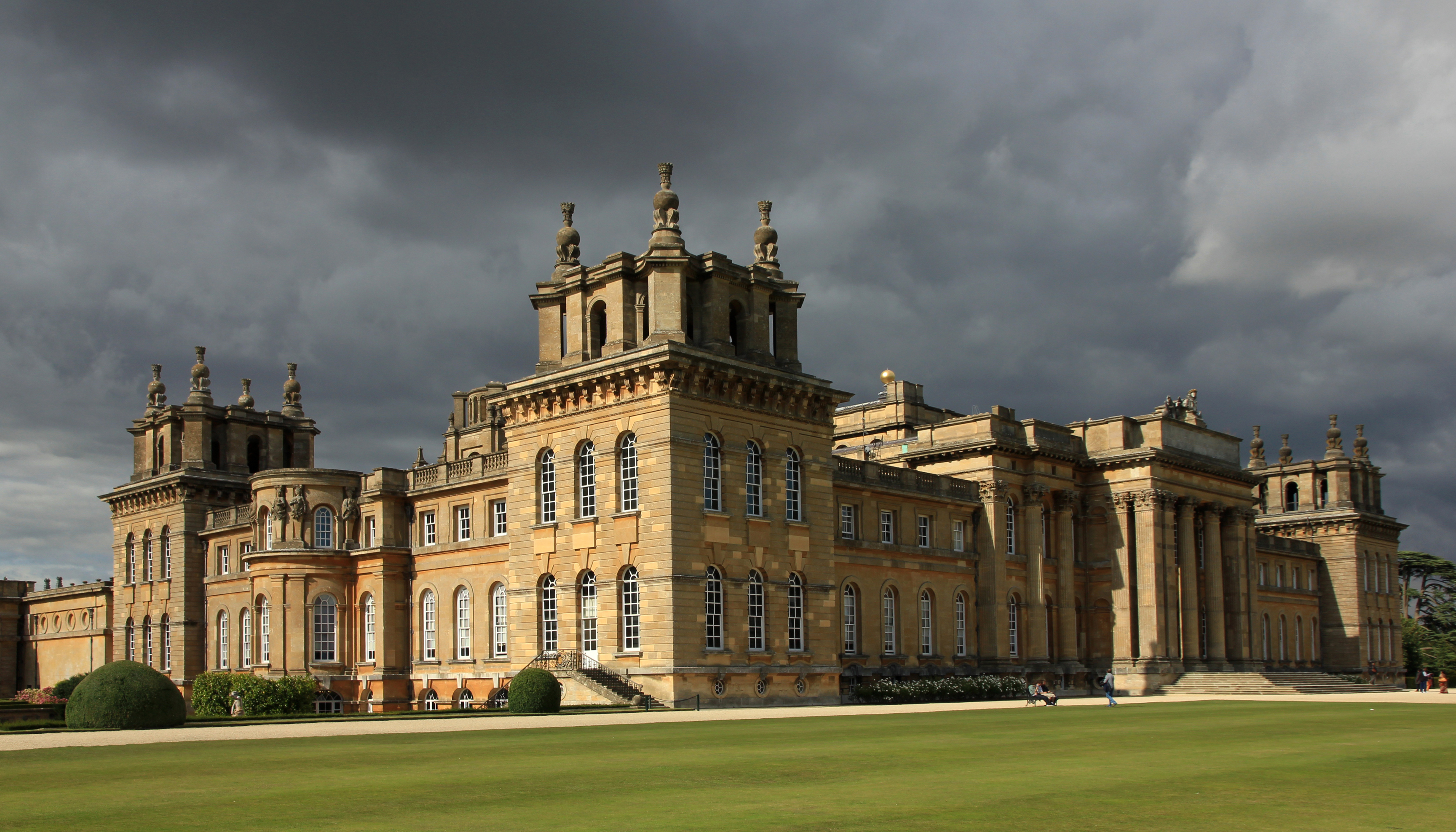
Дворец Бленхейм. Общий вид. 1705—1724
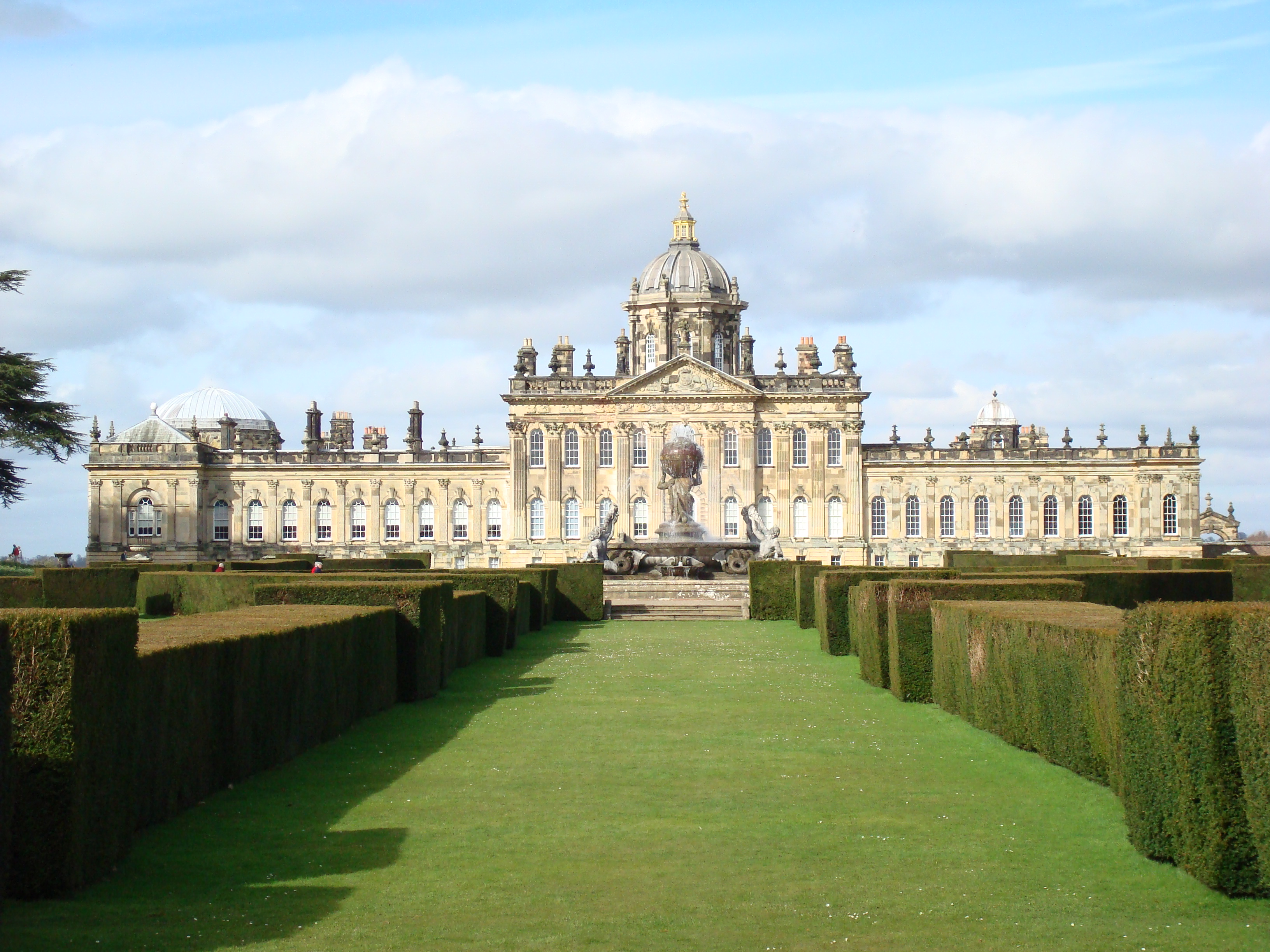
Замок Ховард и парк. 1699—1712
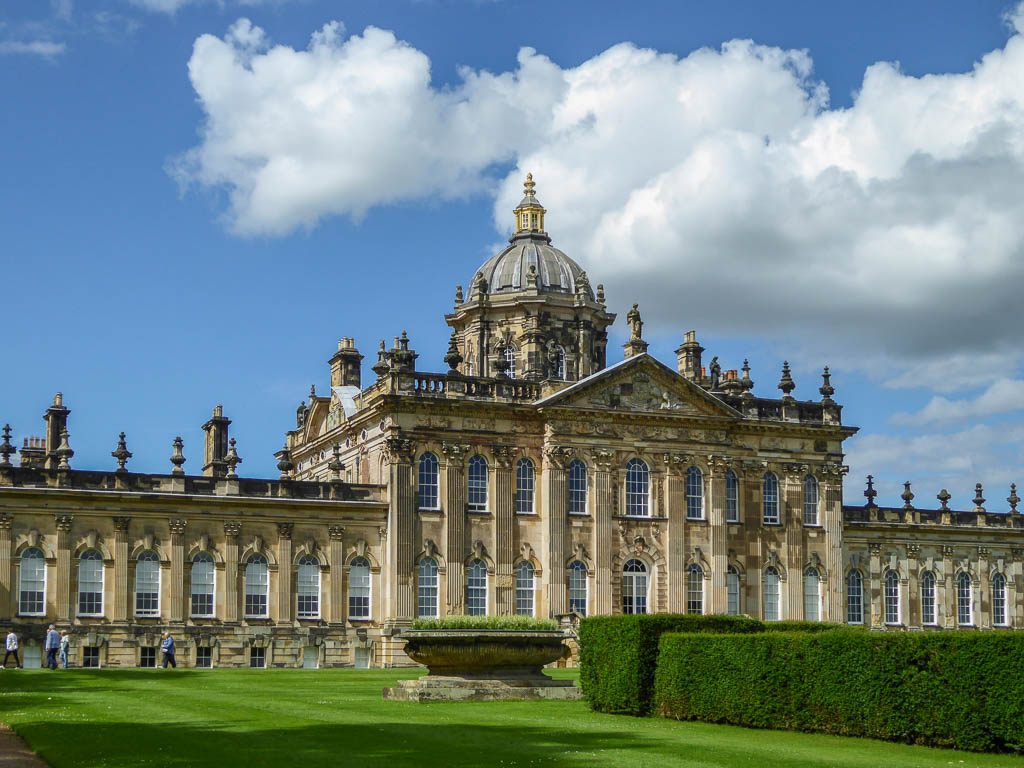
Замок Ховард. Центральный корпус
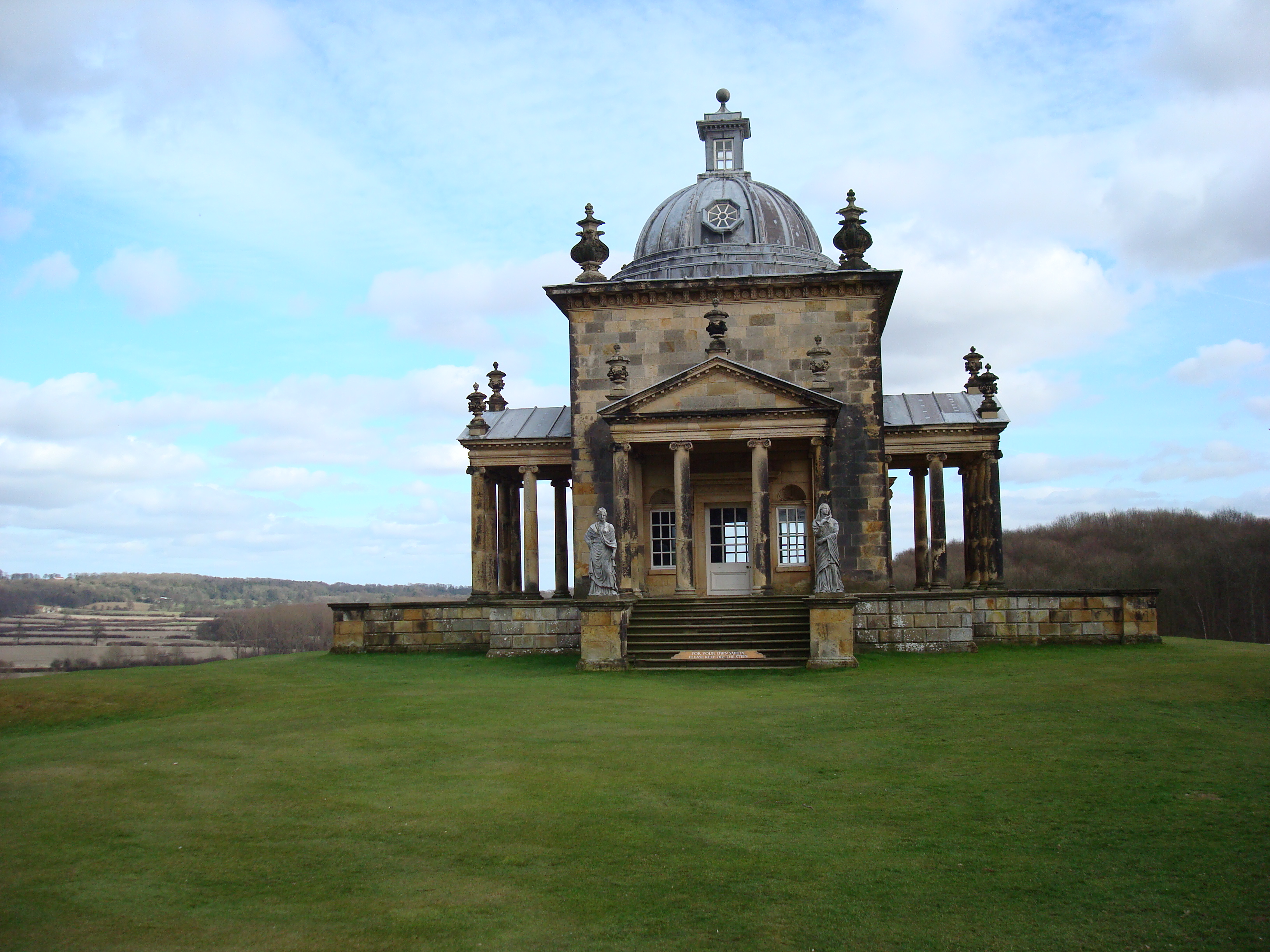
«Храм четырёх ветров» близ Замка Ховард
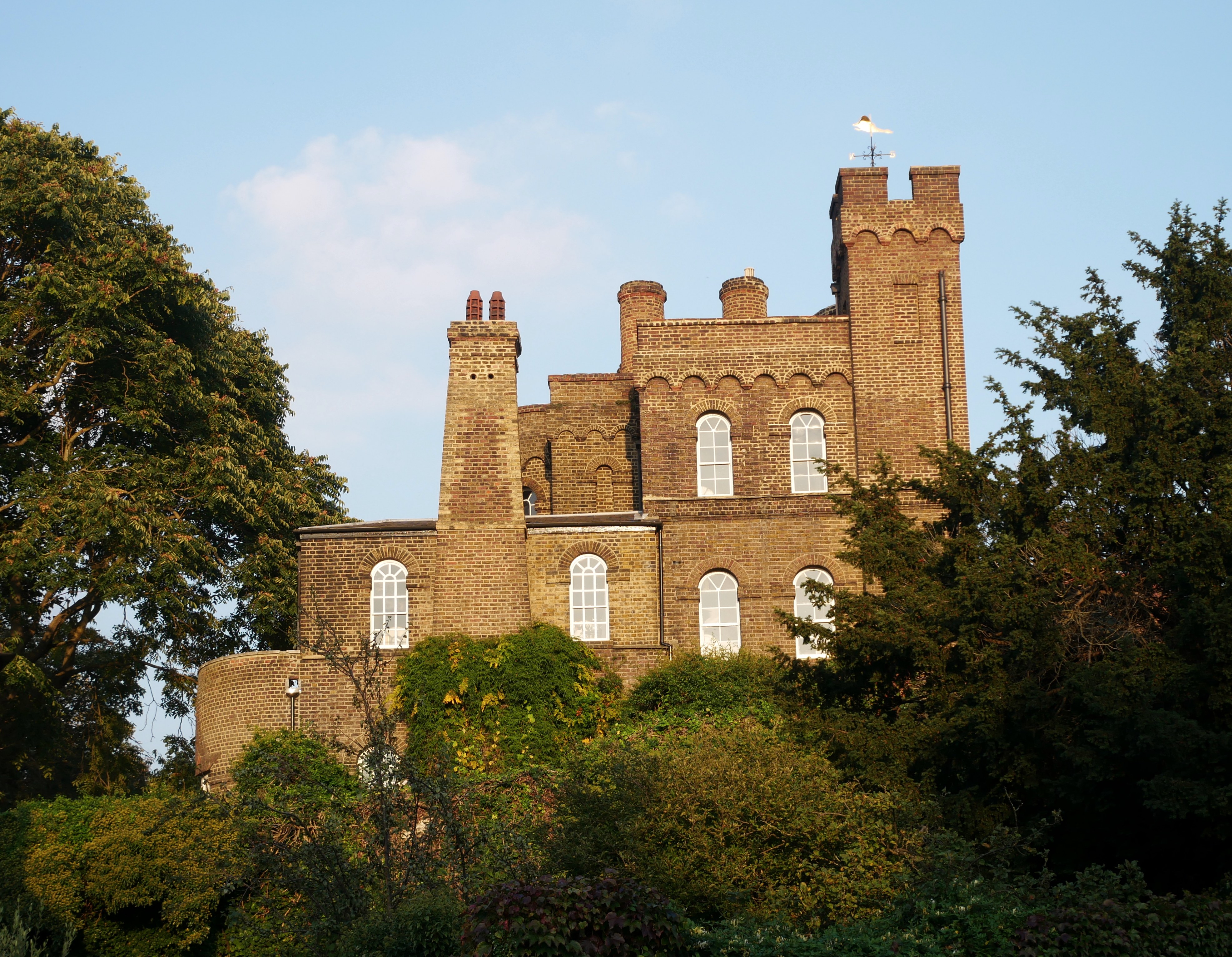
Замок Ванбру. 1717. Гринвич
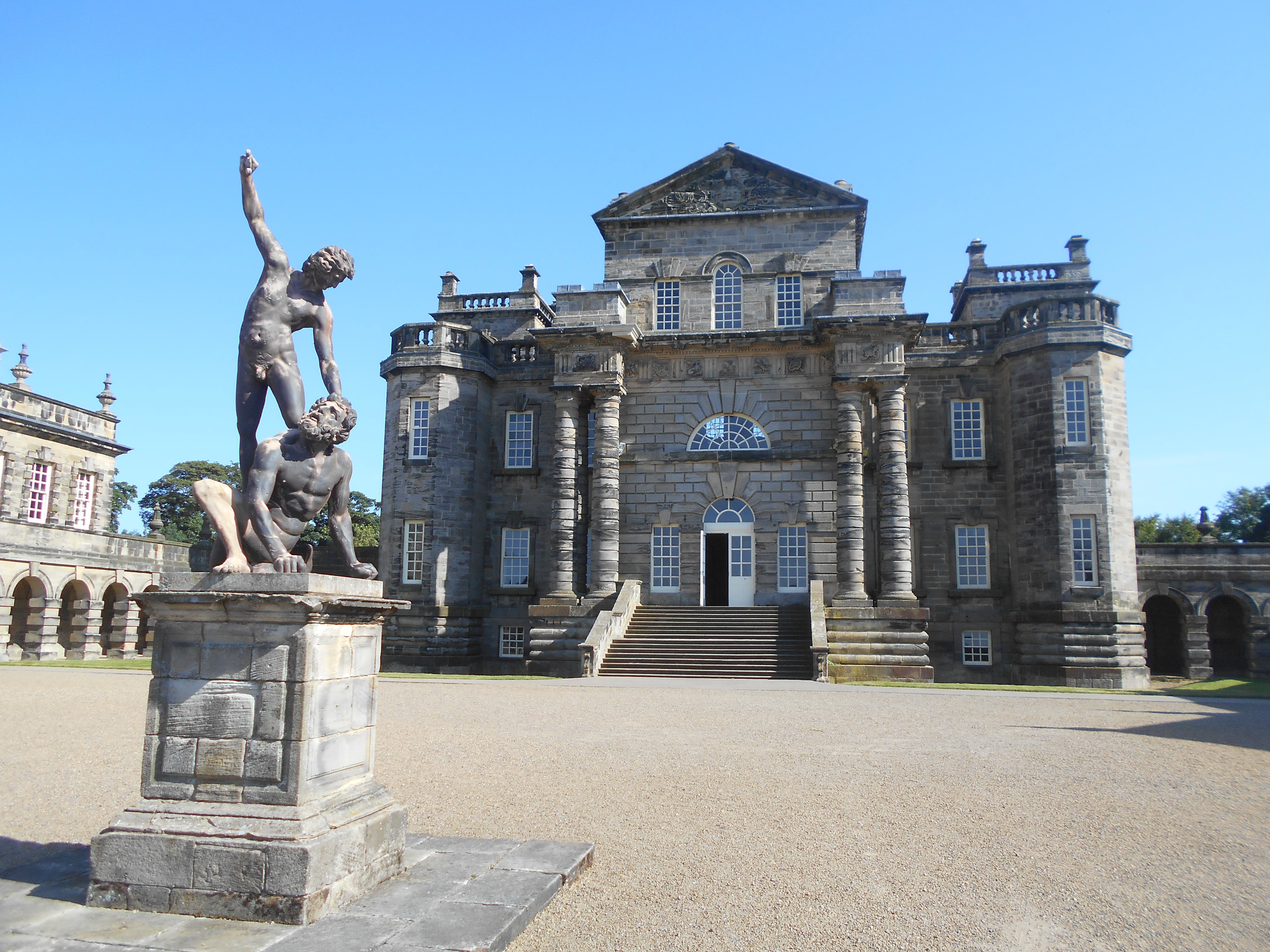
Ситон Делавал-холл. Северный фасад. 1718—1729. Нортумберленд
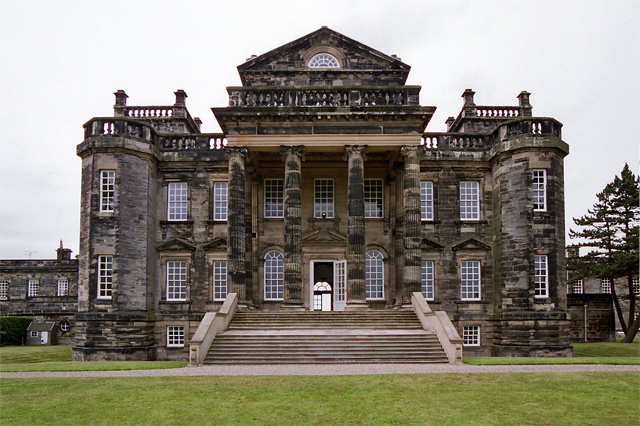
Ситон Делавал-холл. Южный фасад